# Pedri
Pedro González López (født 25. november 2002), kendt som Pedri, er en spansk professionel fodboldspiller, der spiller som en central midtbanespiller for La Liga -klubben Barcelona og det spanske landshold . Pedri betragtes som en af de mest lovende unge fodboldspillere i verden blandt fodboldmedierne.

## Klubkarriere

### Las Palmas
Født i Tegueste, Tenerife, De Kanariske Øer, Pedri sluttede sig til Las Palmas 'ungdomsopsætning i 2018 fra CF Juventud Laguna. Den 15. juli 2019, kun 16 år gammel, han underskrev en professionel fireårig kontrakt med klubben, der blev forfremmet til førsteholdet af manager Pepe Mel .
Pedri fik sin professionelle debut den 18. august 2019, kun 16 år gammel, da han startede inde i et 0-1 hjemmebanenederlag mod Huesca i Segunda División . Han scorede sit første professionelle mål den 19. september, som også var kampens eneste mål i en hjemmesejr over Sporting Gijón og blev den yngste målscorer i Las Palmas historie med 16 år, 9 måneder og 23 dages alder.

### Barcelona
Den 2. september 2019 indgik Barcelona en aftale med Las Palmas om et køb af Pedri med virkning fra den 1. juli 2020. Spilleren indvilligede i en toårig kontrakt med den catalanske klub, der betalte 5 millioner euro for handlen, som senere ville stige, da han opfyldte forskellige klausuler i sin kontrakt.
Tildelt til hovedholdet i sæsonen 2020–21 og med trøje nummer 16   fik Pedri sin debut i Barcelona - og La Liga - den 27. september da han erstattede Philippe Coutinho i en 4-0 hjemmebane sejr over Villarreal . Han fik sin første kamp fra start den 17. oktober, i en 0-1 udebanenederlag  mod Getafe . Den 20. oktober 2020 scorede Pedri sit første mål for klubben i sin UEFA Champions League -debut, i en 5-1 sejr over Ferencváros i Champions League -gruppespillet, efter at han kom ind som erstatning i det 61. minut i stedet for Ansu Fati . Den 7. november scorede han i en 5–2 hjemmebanesejr over Real Betis sit første mål i La Liga efter en assist fra Sergi Roberto .
Den 6. januar 2021 scorede han med hovedet mod Athletic Bilbao og assisterede Barcelonas andet mål i en 3-2 sejr i San Mamés . Den 17. april vandt Pedri sit første trofæ nogensinde i sin seniorkarriere, efter at Barcelona slog Athletic Bilbao med 4–0 i Copa del Rey -finalen . Den 8. maj, på 18 år og 164 dage, fik Pedri sin 50. optræden for Barcelona i alle konkurrencer, da han startede inde i 0-0 uafgjort mod Atlético Madrid på Camp Nou og blev dermed den næst yngste spiller, der nåede denne milepæl efter Bojan Krkić, der var 18 år og 3 dage på det tidspunkt, hvor han nåede 50 optrædener.

## International karriere

### Ungdomskarriere og tidlig seniorkarriere
Den 21. august 2020 blev Pedri indkaldt til Spanien under 21-holdet; senere debuterede han 3. september i en 1–0 udebane-sejr over Makedonien i en kvalifikationskamp til UEFA European Under-21 Championship 2021 .
I marts 2021 blev Pedri for første gang udtaget til det spanske seniorhold af træner Luis Enrique forud for gruppespillet i 2022 FIFA World Cup -kvalifikationen . Han debuterede den 25. marts mod Grækenland .

### Euro 2020
Den 24. maj blev Pedri inkluderet i Enriques 24-mands trup til UEFA Euro 2020 . Den 14. juni blev han den yngste spiller nogensinde til at repræsentere Spanien ved slutrunden ved EM, da han startede inde i 0-0 uafgjort mod Sverige i alderen 18 år, 6 måneder og 18 dage og slog den tidligere rekord, der blev sat af Miguel Tendillo i Euro 1980 . Den 28. juni blev Pedri den yngste spiller til at deltage i et knock-out-spil ved EM, da han startede i 1/8 finalerne mod Kroatien, 18 år og 215 dage; han scorede imidlertid også et selvmål, da målmand Unai Simón ikke formåede at kontrollere den lange tilbagelægning. Spanien vandt til sidst kampen 5–3 i forlænget spilletid. Han spillede hvert minut, men én (629) af Spaniens seks kampe, og havde en vigtig indflydelse på Spaniens løb til semifinalen, hvor de blev besejret 2–4 på straffe af de endelige vindere Italien efter en 1–1 uafgjort efter forlænget spilletid; under sidstnævnte kamp gennemførte han 65 af de 66 afleveringer, han forsøgte. I løbet af konkurrencen lavede Pedri flest sololøb til at angribe tredje (27), de fleste centrale afleveringer (31) og tilbagelagde den mest lange afstand i besiddelse (38,23 km), i alt 76,1 km og opnå en pasningspræcision i gennemsnit på 92,3%. For sine præstationer blev han kåret til Euro 2020s unge spiller i turneringen  og var den eneste spanske spiller i turneringen, der blev kåret til Euro 2020 -teamet i turneringen .

### OL 2020
Den 29. juni 2021 blev Pedri indkaldt til den spanske trup til sommer -OL 2020. Pedris udtagelse til Spaniens olympiske trup tiltrak kritik fra Barcelona, hvor manager Ronald Koeman stemplede beslutningen om at indkalde Pedri til to internationale turneringer i samme sommer som "for meget". Den 22. juli 2021 spillede Pedri hele 90 minutter i Spaniens 0-0 -åbning mod Egypten . Kampen var Pedris 66.kamp i sæsonen . I finalen led Spanien et 2-1-tab til Brasilien i forlænget spilletid; Pedris 73. kamp i sæsonen.

## Spillestil
Pedri betragtes som en af de mest lovende unge fodboldspillere i verden af fodboldmedierne. <undefined />  Selvom han ofte beskrives som kantspiller, spiller Pedri normalt i en fri rolle, som giver ham mulighed for at strejfe rundt på banen; han kan lide at indtage centrale områder og operere mellem linjerne, selvom han også er i stand til at bevæge sig ud og løbe mod sidelinjen for at skabe chancer for holdkammerater. Han falder selv dybt til forsvaret for at hente bolden. Han placerer sig normalt på enten venstre eller højre flanke eller endda som et nummer 8. Selvom han i første omgang spillede som kantspiller, blev han senere flyttet til en central midtbanerolle, selvom han også er i stand til at spille som en angribende midtbanespiller samt i flere andre offensive og midtbaneroller . Pedri er en hurtig, intelligent, kreativ og hårdtarbejdende spiller, der er kendt for sine fremragende tekniske færdigheder, boldkontrol, afleveringer, bevidsthed og vision samt sin evne til at klare sig selv i trange rum, udnytte huller og spille den sidste bold eller gennemtrængende afleveringer, hvilket gør ham til en effektiv playmaker . Desuden er han også højt anset for sine driblingsevner, rolig under pres og sin evne til at spille med begge fod. Hans rolle er blevet sammenlignet med en mezzala i de italienske sportsmedier. Hans kvaliteter, position og spillestil har ført ham til at blive sammenlignet med tidligere Barcelona -spillere som Xavi og Andrés Iniesta .

## Karriere statistik
Oversigten er opdateret til og med  4. september 2021

### Klub
| Forening       | Sæson          | Liga             | Liga | Liga | National Cup | National Cup | Kontinental | Kontinental | Andet | Andet | i alt | i alt |
| Forening       | Sæson          | Division         | Apps | Mål  | Apps         | Mål          | Apps        | Mål         | Apps  | Mål   | Apps  | Mål   |
| -------------- | -------------- | ---------------- | ---- | ---- | ------------ | ------------ | ----------- | ----------- | ----- | ----- | ----- | ----- |
| Las Palmas     | 2019–20        | Segunda División | 36   | 4    | 1            | 0            | -           | -           | -     | -     | 37    | 4     |
| Barcelona      | 2020-21        | La Liga          | 37   | 3    | 6            | 0            | 7           | 1           | 2     | 0     | 52    | 4     |
| Karriere i alt | Karriere i alt | Karriere i alt   | 73   | 7    | 7            | 0            | 7           | 1           | 2     | 0     | 89    | 8     |

1. ↑  Kampe i UEFA Champions League
2. ↑  Kampe i Supercopa de España

### International
Oversigten er opdateret til og med  4. september 2021
| landshold | År    | Apps | Mål |
| --------- | ----- | ---- | --- |
| Spanien   | 2021  | 10   | 0   |
| i alt     | i alt | 10   | 0   |

## Titler

### Klub
Barcelona
- Copa del Rey : 2020–21 [48]

### International
Spanien U23
- Sommer -olympisk sølvmedalje: 2020

### Individuel
- UEFA Champions League gennembrud XI: 2020 [49]
- UEFA European Championship Young Player of the Tournament : 2020 [30]
- UEFA European Championship Team of the Tournament : 2020 [32]